# 胡桃花井介
胡桃花井介（学名：Hanaiborchella juglandia）为浪花介科花井介屬下的一个种。